# Beto (football, 1973)
Pour les articles homonymes, voir Amorim et Beto.
Valberto Amorim dos Santos est un footballeur brésilien né le 16 mars 1973.